# Référendum sur le projet de métropole d'Osaka
Le référendum sur la mise en œuvre du projet de la métropole d'Osaka a lieu à Osaka le 17 mai 2015. Dans le cas d'un vote « oui », les arrondissements de la ville d'Osaka auraient été réorganisés en arrondissements spéciaux similaires à ceux de Tokyo. La proposition est rejetée par une marge étroite de 10 741 votes, soit 0,76 %.
Un deuxième référendum se tient le 1er novembre 2020. La proposition est à nouveau rejetée par une faible marge, cette fois de 17 167 votes. 

## Résultats
50,4 % ont voté contre la proposition. 13 des 24 arrondissements d'Osaka ont voté « non ».
L'intérêt a propos du référendum a été particulièrement élevé. Le taux de participation est de 66,83 %, soit 5,91 points de plus que lors des élections du maire et du gouverneur de la préfecture de 2011.

### Total

En rouge, arrondissements qui ont voté pour le non; en bleu, ceux qui ont voté pour le oui.

| Choix                                | Vote      | %     |
| ------------------------------------ | --------- | ----- |
| Non                                  | 705 785   | 50,38 |
| Oui                                  | 694 844   | 49,62 |
| Votes valides                        | 1 400 429 | 99,60 |
| Votes non valides ou blancs          | 5 655     | 0,40  |
| Total                                | 1 406 084 | 100   |
| Voteurs enregistrés et participation | 2 104 076 | 66,83 |

Source: Osaka City Electoral Commission

### Par arrondissement
| Arrondissement      | Électeurs inscrits | Oui     | Non     | Oui(%)  | Non(%)  | Votes valides | Votes non valides | Total     | Participation(%) | Arrondissement spécial proposé |
| ------------------- | ------------------ | ------- | ------- | ------- | ------- | ------------- | ----------------- | --------- | ---------------- | ------------------------------ |
| Kita-ku             | 94,128             | 36,019  | 25,001  | 59.0%   | 41,0 %  | 61,020        | 228               | 61,248    | 65,1 %           | Kita-ku                        |
| Miyakojima-ku       | 82,237             | 30,135  | 26,671  | 53.0%   | 47,0 %  | 56,806        | 205               | 57,011    | 69,3 %           | Kita-ku                        |
| Fukushima-ku        | 56,798             | 21,586  | 17,267  | 55.6%   | 44,4 %  | 38,853        | 131               | 38,984    | 68,6 %           | Kita-ku                        |
| Konohana-ku         | 54,470             | 17,597  | 18,872  | 48.3%   | 51.7%   | 36,469        | 137               | 36,606    | 67,2 %           | Wangan-ku                      |
| Chūō-ku             | 71,819             | 24,336  | 20,657  | 54.1%   | 45,9 %  | 44,993        | 164               | 45,157    | 62,9 %           | Chūō-ku                        |
| Nishi-ku            | 70,287             | 26,094  | 19,160  | 57.7%   | 42,3 %  | 45,254        | 162               | 45,416    | 64,6 %           | Chūō-ku                        |
| Minato-ku           | 66,673             | 21,410  | 23,351  | 47.8%   | 52.2%   | 44,761        | 172               | 44,933    | 67,4 %           | Wangan-ku                      |
| Taishō-ku           | 55,159             | 16,646  | 21,211  | 44.0%   | 56.0%   | 37,857        | 131               | 37,988    | 68,9 %           | Wangan-ku                      |
| Tennōji-ku          | 54,774             | 18,327  | 20,815  | 46.8%   | 53.2%   | 39,142        | 174               | 39,316    | 71,8 %           | Chūō-ku                        |
| Naniwa-ku           | 48,936             | 13,563  | 12,189  | 52.7%   | 47,3 %  | 25,752        | 98                | 25,850    | 52,8 %           | Chūō-ku                        |
| Nishiyodogawa-ku    | 75,827             | 23,670  | 28,337  | 45.5%   | 54.5%   | 52,007        | 179               | 52,186    | 68,8 %           | Wangan-ku                      |
| Yodogawa-ku         | 138,515            | 48,566  | 38,903  | 55.5%   | 44,5 %  | 87,469        | 379               | 87,848    | 63,4 %           | Kita-ku                        |
| Higashiyodogawa-ku  | 136,353            | 43,388  | 41,340  | 51.2%   | 48,8 %  | 84,728        | 336               | 85,064    | 62,4 %           | Kita-ku                        |
| Higashinari-ku      | 61,085             | 20,689  | 20,667  | 50.0%   | 50,0 %  | 41,356        | 194               | 41,550    | 68,0 %           | Higashi-ku                     |
| Ikuno-ku            | 83,886             | 25,396  | 29,190  | 46.5%   | 53.5%   | 54,586        | 236               | 54,822    | 65,4 %           | Higashi-ku                     |
| Asahi-ku            | 74,371             | 23,145  | 28,048  | 45.2%   | 54.8%   | 51,193        | 209               | 51,402    | 69,1 %           | Higashi-ku                     |
| Jōtō-ku             | 132,091            | 46,728  | 45,784  | 50.5%   | 49,5 %  | 92,512        | 338               | 92,850    | 70,3 %           | Higashi-ku                     |
| Tsurumi-ku          | 85,852             | 29,859  | 29,752  | 50.1%   | 49,9 %  | 59,611        | 222               | 59,833    | 69,7 %           | Higashi-ku                     |
| Abeno-ku            | 85,354             | 30,434  | 32,446  | 48.4%   | 51.6%   | 62,880        | 254               | 63,134    | 74,0 %           | Minami-ku                      |
| Suminoe-ku          | 100,867            | 33,184  | 36,880  | 47.4%   | 52.6%   | 70,064        | 250               | 70,314    | 69,7 %           | Minami-ku/Wangan-ku            |
| Sumiyoshi-ku        | 123,549            | 38,623  | 45,950  | 45.7%   | 54.3%   | 84,573        | 373               | 84,946    | 68,8 %           | Minami-ku                      |
| Higashisumiyoshi-ku | 105,456            | 34,079  | 37,322  | 47.7%   | 52.3%   | 71,401        | 363               | 71,764    | 68,1 %           | Minami-ku                      |
| Hirano-ku           | 155,527            | 46,072  | 56,959  | 44.7%   | 55.3%   | 103,031       | 487               | 103,518   | 66,6 %           | Minami-ku                      |
| Nishinari-ku        | 90,062             | 25,298  | 28,813  | 46.8%   | 53.2%   | 54,111        | 233               | 54,344    | 60,3 %           | Chūō-ku                        |
| Osaka               | 2,104,076          | 694,844 | 705,585 | 49,62 % | 50,38 % | 1,400,429     | 5,655             | 1,406,084 | 66,83 %          |                                |

## Réactions politiques
Après la défaite du plan qu'il avait défendu les cinq années précédentes, le maire d'Osaka Toru Hashimoto a annoncé qu'il prendrait sa retraite de la vie politique après la fin de son mandat en décembre 2015. Un important remaniement a également eu lieu au sein du Japon Innovation Party après que son président Kenji Eda et son secrétaire général Yorihisa Matsuno ont tous les deux annoncé leur démission de leurs postes.
Le résultat du référendum a été perçu comme un coup dur pour le Premier ministre Shinzo Abe, qui avait soutenu le plan, malgré l'opposition de la branche d'Osaka de son Parti libéral-démocrate, en espérant que le Parti de l'innovation soutiendrait en échange ses efforts visant à modifier la constitution du Japon.

## Référendum de 2020

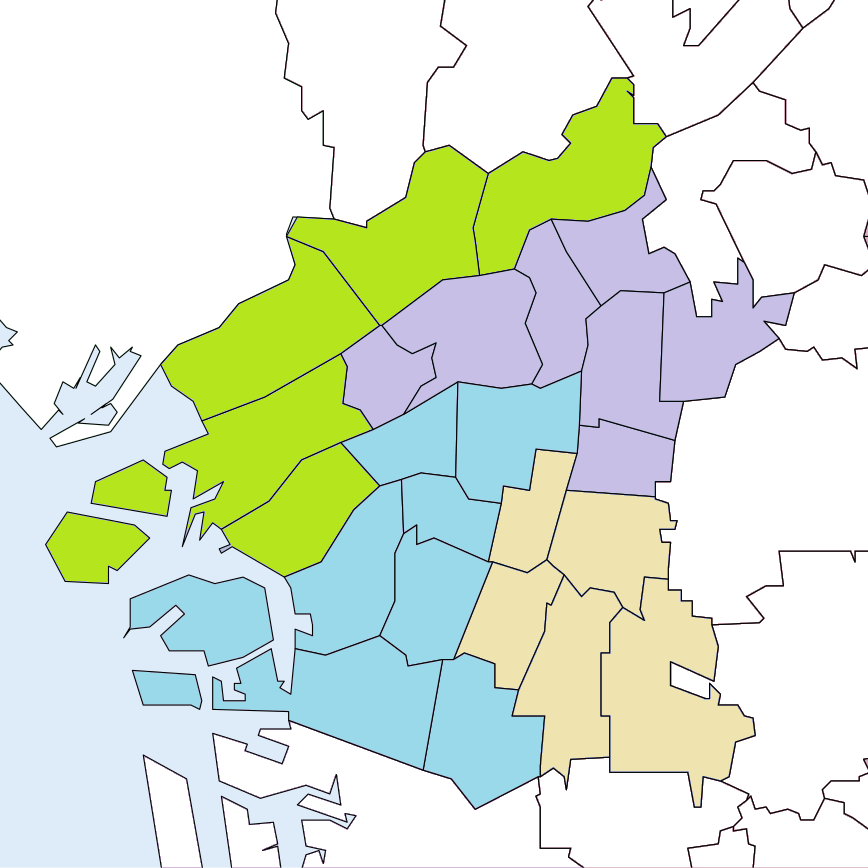
Projet de réorganisation des arrondissements d'Osaka soumis au referendum de 2020: en vert, arrondissement de Yodogawa-ku; en violet, arrondissement de Kita-ku; en bleu, arrondissement de Chuo-ku; en beige, arrondissement de Tennoji-ku.

Un deuxième référendum se tient le 1er novembre 2020. Il est proposé de diviser la ville d'Osaka en quatre arrondissements, chacun d'une population d'environ 600 000 - 750 000 habitants, qui éliraient leur maire et leur conseil communal; en cas de victoire, ce nouveau système deviendra effectif le 1er janvier 2025 et le poste de maire d'Osaka ainsi que l’assemblée municipale de la ville disparaîtront. Une partie des compétences juridiques et administratives de la ville serait transférée à la préfecture d'Osaka. Le projet est défendu par le gouverneur de la préfecture, Hirofumi Yoshimura et le maire d'Osaka, Ichiro Matsui, tous deux membres du parti Osaka Ishin no Kai. Le parti Komeito soutient également ce projet, tandis que la branche locale du Parti libéral-démocrate, qui diffère en cela du Premier ministre et président du parti Yoshihide Suga, et le Parti communiste s'y opposent.

### Résultats
Une majorité de non l'a emporté de peu sur les oui : 692 996 non, 675 829 oui.

#### Répartition des votes par arrondissements

En rouge, les arrondissements qui ont voté pour le non; en bleu, ceux qui ont voté pour le oui.

#### Répartition des votes par arrondissements[10]
| Arrondissement      | Population | Votants pour le oui | Taux de oui (%) | Votants pour le non | Taux de non (%) | Nombre d’électeurs | Taux de participation (%) | Nombre de votes valides | Arrondissement prévu en cas de victoire du oui |
| ------------------- | ---------- | ------------------- | --------------- | ------------------- | --------------- | ------------------ | ------------------------- | ----------------------- | ---------------------------------------------- |
| Total pour la ville | 2,205,730  | 675,829             | 49.4            | 692,996             | 50.6            | 1,375,313          | 62.35                     | 1,368,825               |                                                |
| Kita-ku             | 108,914    | 38,207              | 56.3            | 29,689              | 43.7            | 68,179             | 62.60                     | 67,896                  | 北区 (Kita-ku)                                 |
| Miyakojima-ku       | 86,332     | 29,758              | 52.6            | 26,805              | 47.4            | 56,773             | 65.76                     | 56,563                  | 北区                                           |
| Fukushima-ku        | 63,570     | 22,017              | 53.7            | 19,007              | 46.3            | 41,185             | 64.79                     | 41,024                  | 北区                                           |
| Konohana-ku         | 54,302     | 15,741              | 46.8            | 17,866              | 53.2            | 33,770             | 62.19                     | 33,607                  | 淀川区 (Yodogawa-ku)                           |
| Chuō-ku             | 81,945     | 24,766              | 51.0            | 23,814              | 49.0            | 48,798             | 59.55                     | 48,580                  | 中央区 (Chuō-ku)                               |
| Nishi-ku            | 82,132     | 26,824              | 53.8            | 23,026              | 46.2            | 50,075             | 60.97                     | 49,850                  | 中央区                                         |
| Minato-ku           | 66,677     | 18,491              | 43.0            | 24,527              | 57.0            | 43,208             | 64.80                     | 43,018                  | 淀川区                                         |
| Taishō-ku           | 54,058     | 15,911              | 46.5            | 18,278              | 53.5            | 34,334             | 63.51                     | 34,189                  | 中央区                                         |
| Tennōji-ku          | 60,918     | 20,042              | 47.8            | 21,853              | 52.2            | 42,089             | 69.09                     | 41,895                  | 天王寺区 (Tennōji-ku)                          |
| Naniwa-ku           | 53,605     | 13,294              | 51.7            | 12,435              | 48.3            | 25,816             | 48.16                     | 25,729                  | 中央区                                         |
| Nishiyodogawa-ku    | 78,626     | 22,971              | 47.4            | 25,511              | 52.6            | 48,730             | 61.98                     | 48,482                  | 淀川区                                         |
| Yodogawa-ku         | 147,927    | 47,415              | 55.1            | 38,688              | 44.9            | 86,533             | 58.50                     | 86,103                  | 淀川区                                         |
| Higashiyodogawa-ku  | 142,532    | 40,862              | 50.3            | 40,375              | 49.7            | 81,645             | 57.28                     | 81,237                  | 淀川区                                         |
| Higashinari-ku      | 65,728     | 20,771              | 49.6            | 21,102              | 50.4            | 42,071             | 64.01                     | 41,873                  | 北区                                           |
| Ikuno-ku            | 85,380     | 24,142              | 48.1            | 26,085              | 51.9            | 50,461             | 59.10                     | 50,227                  | 天王寺区                                       |
| Asahi-ku            | 75,537     | 23,123              | 47.2            | 25,894              | 52.8            | 49,247             | 65.20                     | 49,017                  | 北区                                           |
| Jōtō-ku             | 139,191    | 46,976              | 50.5            | 46,121              | 49.5            | 93,514             | 67.18                     | 93,097                  | 北区                                           |
| Tsurumi-ku          | 90,002     | 29,842              | 51.1            | 28,555              | 48.9            | 58,692             | 65.21                     | 58,397                  | 北区                                           |
| Abeno-ku            | 89,539     | 28,578              | 45.1            | 34,814              | 54.9            | 63,700             | 71.14                     | 63,392                  | 天王寺区                                       |
| Suminoe-ku          | 100,154    | 31,150              | 48.7            | 32,838              | 51.3            | 64,305             | 64.21                     | 63,988                  | 中央区                                         |
| Sumiyoshi-ku        | 126,173    | 36,242              | 45.0            | 44,287              | 55.0            | 80,923             | 64.14                     | 80,529                  | 中央区                                         |
| Higashisumiyoshi-ku | 109,054    | 32,404              | 47.3            | 36,098              | 52.7            | 68,848             | 63.13                     | 68,502                  | 天王寺区                                       |
| Hirano-ku           | 158,067    | 43,930              | 45.6            | 52,307              | 54.4            | 96,757             | 61.21                     | 96,237                  | 天王寺区                                       |
| Nishinari-ku        | 85,367     | 22,372              | 49.3            | 23,021              | 50.7            | 45,660             | 53.49                     | 45,393                  | 中央区                                         |